# Christopher Rungkat
Christopher Benjamin Rungkat (ur. 14 stycznia 1990 w Dżakarcie) – indonezyjski tenisista, reprezentant kraju w Pucharze Davisa.

## Kariera tenisowa
Jako junior zwyciężył we French Open 2008 w deblu.
W karierze wygrał 1 turniej o randze ATP Tour z 2 rozegranych finałów w konkurencji gry podwójnej. Dodatkowo zwyciężył w 10 turniejach ATP Challenger Tour w deblu.
W rankingu gry pojedynczej najwyżej był na 241. miejscu (8 kwietnia 2013), a w klasyfikacji gry podwójnej na 68. pozycji (17 czerwca 2019).

### Finały w turniejach ATP Tour
| Legenda                                      |
| -------------------------------------------- |
| Wielki Szlem                                 |
| Igrzyska olimpijskie                         |
| Tennis Masters Cup / ATP Finals              |
| ATP Masters Series / ATP Tour Masters 1000   |
| ATP International Series Gold / ATP Tour 500 |
| ATP International Series / ATP Tour 250      |

#### Gra podwójna (1–1)
| Końcowy wynik | Nr | Data           | Turniej | Nawierzchnia  | Partner          | Przeciwnicy                      | Wynik finału   |
| ------------- | -- | -------------- | ------- | ------------- | ---------------- | -------------------------------- | -------------- |
| Finalista     | 1. | 10 lutego 2019 | Sofia   | Twarda (hala) | Hsieh Cheng-peng | Nikola Mektić Jürgen Melzer      | 2:6, 6:4, 2–10 |
| Zwycięzca     | 1. | 9 lutego 2020  | Pune    | Twarda        | André Göransson  | Jonatan Erlich Andrej Wasileuski | 6:2, 2:6, 10–8 |

### Zwycięstwa w turniejach rangi ATP Challenger Tour w grze podwójnej
| Końcowy wynik | Nr  | Data                 | Turniej   | Nawierzchnia  | Partner               | Przeciwnicy                            | Wynik finału   |
| ------------- | --- | -------------------- | --------- | ------------- | --------------------- | -------------------------------------- | -------------- |
| Zwycięzca     | 1.  | 17 czerwca 2017      | Lizbona   | Ceglana       | Ruan Roelofse         | Fred Gil Gonçalo Oliveira              | 7:6(7), 6:1    |
| Zwycięzca     | 2.  | 16 lipca 2017        | Winnetka  | Twarda        | Sanchai Ratiwatana    | Bradley Klahn Kevin King               | 7:6(4), 6:2    |
| Zwycięzca     | 3.  | 4 lutego 2018        | Dallas    | Twarda (hala) | Jeevan Nedunchezhiyan | Leander Paes Joe Salisbury             | 6:4, 3:6, 10–7 |
| Zwycięzca     | 4.  | 20 maja 2018         | Pusan     | Twarda        | Hsieh Cheng-peng      | Ruan Roelofse John-Patrick Smith       | 6:4, 6:3       |
| Zwycięzca     | 5.  | 14 października 2018 | Fairfield | Twarda        | Sanchai Ratiwatana    | Henri Laaksonen Harri Heliövaara       | 6:0, 7:6(9)    |
| Zwycięzca     | 6.  | 3 listopada 2018     | Shenzhen  | Twarda        | Hsieh Cheng-peng      | Sriram Balaji Jeevan Nedunchezhiyan    | 6:4, 6:2       |
| Zwycięzca     | 7.  | 12 stycznia 2019     | Đà Nẵng   | Twarda        | Hsieh Cheng-peng      | Miguel Ángel Reyes-Varela Leander Paes | 6:3, 2:6, 11–9 |
| Zwycięzca     | 8.  | 17 marca 2019        | Shenzhen  | Twarda        | Hsieh Cheng-peng      | Gonçalo Oliveira Zhe Li                | 6:4, 3:6, 10–6 |
| Zwycięzca     | 9.  | 12 maja 2019         | Pusan     | Twarda        | Hsieh Cheng-peng      | Toshihide Matsui Vishnu Vardhan        | 7:6(7), 6:1    |
| Zwycięzca     | 10. | 19 maja 2019         | Gwangju   | Twarda        | Hsieh Cheng-peng      | Nam Ji-sung Song Min-kyu               | 6:3, 3:6, 10–6 |

### Finały juniorskich turniejów wielkoszlemowych

#### Gra podwójna (1–1)
| Końcowy wynik | Nr | Data | Turniej            | Nawierzchnia | Partner        | Przeciwnicy                        | Wynik finału      |
| ------------- | -- | ---- | ------------------ | ------------ | -------------- | ---------------------------------- | ----------------- |
| Zwycięzca     | 1. | 2008 | French Open, Paryż | Ceglana      | Henri Kontinen | Jaan-Frederik Brunken Matt Reid    | 7:6(5), 6:4       |
| Finalista     | 1. | 2008 | US Open, Nowy Jork | Twarda       | Henri Kontinen | Nikolaus Moser Cedrik-Marcel Stebe | 6:7(5), 6:3, 8–10 |